# Kanton Caen-4
Caen-4 is een kanton van het Franse departement Calvados. Het kanton maakt deel uit van het arrondissement Caen.

## Gemeenten
Het kanton omvatte tot 2014 de volgende gemeenten:
- Caen (deels, hoofdplaats)
- Épron

Na de herindeling van de kantons bij decreet van 17 februari 2014, met uitwerking op 22 maart 2015 omvat het kanton :
- een ander, nu zuidelijk, deel van de gemeente Caen